# Atheta subtilis
Atheta subtilis är en skalbaggsart som först beskrevs av Scriba 1866.  Atheta subtilis ingår i släktet Atheta, och familjen kortvingar. Arten är reproducerande i Sverige.